# Julio César Green
Julio César Green (ur. 19 maja 1967 w Las Terrenas) – dominikański bokser, były mistrz świata WBA w wadze średniej.

## Kariera zawodowa
Jako zawodowiec zadebiutował 30 października 1990 roku, nokautując w 2 rundzie Billa Robinsona. Do końca 1994 roku stoczył jeszcze 18 walk, z których 17 wygrał i 1 przegrał, zdobywając tytuł NABF, który raz obronił.
16 czerwca 1995 roku dostał szansę walki o zwakowany pas WBA w wadze junior średniej. Jego rywalem był Amerykanin Carl Daniels. Green przegrał jednogłośnie na punkty (108-118, 107-119, 111-115), po bardzo nieczystym pojedynku.
23 sierpnia 1997 roku dostał kolejną szansę walki o pas WBA, ale tym razem w wadze średniej. Zmierzył się z Williamem Joppym, który bronił pasa po raz trzeci. Green niespodziewanie zwyciężył jednogłośnie na punkty (116-113, 114-112, 113-112), posyłając Joppy'ego na deski w drugiej rundzie, a samemu będąc 2krotnie liczony w rundzie trzeciej.
Do rewanżu musiało dojśc, a odbył on się 31 stycznia 1998 roku na Florydzie. Green przegrał jednogłośnie na punkty (110-117, 112-117, 113-117) i utracił pas mistrzowski.
20 lutego 1999 roku zdobył tymczasowe mistrzostwo świata WBA, pokonując Australijczyka Darrena Obaha. Green po tym zwycięstwie został oficjalnym pretendentem do pełnoprawnego mistrzostwa, którego mistrzem był William Joppy.
24 września 1999 roku doszło do jego trzeciej potyczki z Joppym. Green przegrał przez techniczny nokaut w 7 rundzie, gdy walkę uniemożliwiło mu rozcięcie nad lewym okiem.
27 lipca 2002 roku zmierzył się z Byronem Mitchellem o mistrzostwo świata WBA w wadze super średniej. Green przegrał przez techniczny nokaut w 4 rundzie, chociaż w 1 rundzie był bliski sensacji, gdy dwukrotnie posłał Mitchella na deski.
13 marca 2004 roku zmierzył się z Mikkelem Kesslerem o pas WBC International w wadze super średniej. Green przegrał przez nokaut, dając się wyliczyć po ciosie na korpus. Ostatnią walkę stoczył 3 września 2004 roku, kiedy to pokonał Feliberto Alvareza.